# Rollerball pen

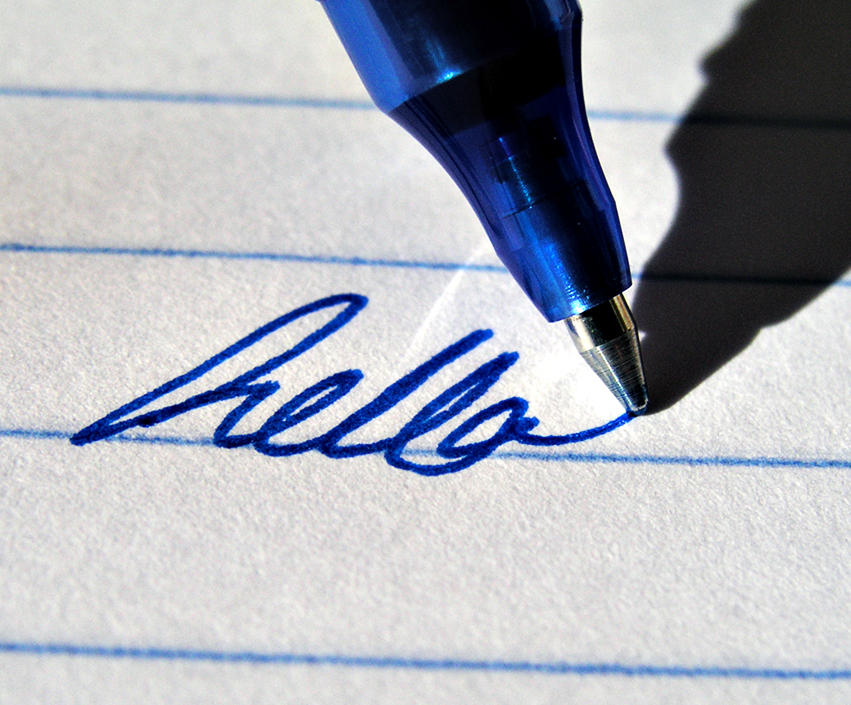
Una rollerball con il gel

Le roller ball o rollerball sono penne che utilizzano meccanismi di scrittura a sfera con inchiostro a base acquosa o liquido, contrariamente agli inchiostri viscosi a base di olio che si trovano nelle penne a sfera. Questi inchiostri meno viscosi, che tendono a saturarsi più profondamente e più ampiamente nella carta rispetto ad altri tipi di inchiostro, conferiscono alle penne rollerball le loro qualità di scrittura distintive. Il punto di scrittura è una pallina, di solito di 0,5 o 0,7 mm di diametro, che trasferisce l'inchiostro dal serbatoio sulla carta mentre la penna si muove.

## Vantaggi

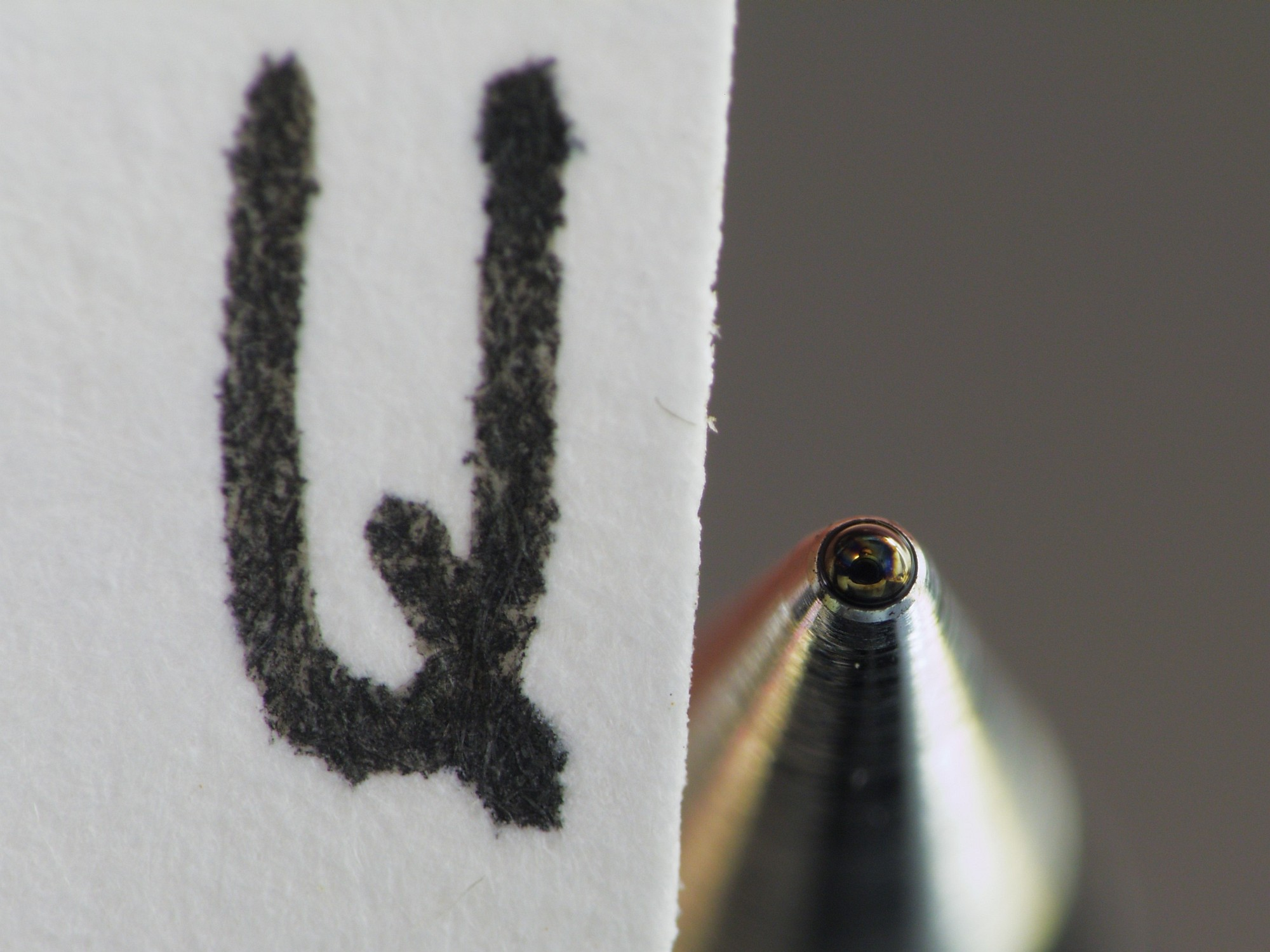
Primo piano di una penna rollerball extra fine vicino a qualcosa scritto con essa.

Le penne roller sono state introdotte nel 1963 dalla società giapponese Ohto.  Esistono due tipi principali di penne rollerball: penne a inchiostro liquido e penne a inchiostro gel. Il tipo "inchiostro liquido" utilizza un sistema di alimentazione di inchiostro e inchiostro simile a una penna stilografica e sono progettati per combinare la praticità di una penna a sfera con l'effetto liscio "a inchiostro umido" di una penna stilografica.

## Svantaggi

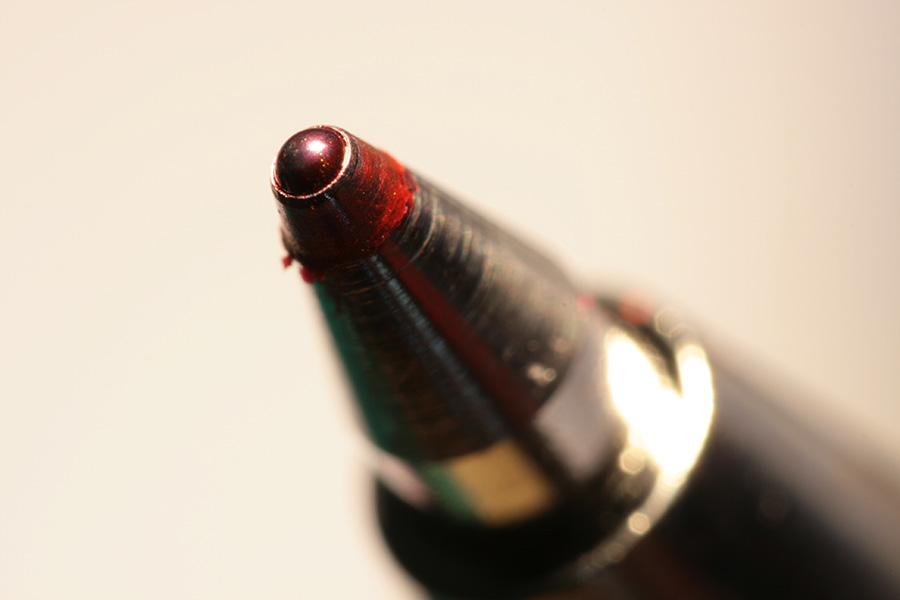
Primo piano della punta di una penna rollerball

Esistono numerosi svantaggi inerenti alle penne rollerball.

## Standard
L'Organizzazione internazionale per la standardizzazione ha pubblicato degli standard per le penne rollerball:
ISO 14145-1
1998: Roller ball pens and refills – Part 1: General use
ISO 14145-2
1998: Roller ball pens and refills – Part 2: Documentary use (DOC)